# Japan Soccer League 1986/87
Die Japan Soccer League 1986/87 war die 22. Spielzeit der japanischen Japan Soccer League. An ihr nahmen 28 Vereine teil. Meister wurden die Yomiuri.

## Ergebnisse

### Division 1
| Pl. | Verein                      | Sp. | S  | U  | N  | Tore    | Diff. | Punkte |
| --- | --------------------------- | --- | -- | -- | -- | ------- | ----- | ------ |
| 1.  | Yomiuri                     | 22  | 11 | 7  | 4  | 035:180 | +17   | 29     |
| 2.  | Nippon Kokan                | 22  | 11 | 7  | 4  | 030:170 | +13   | 29     |
| 3.  | Mitsubishi Heavy Industries | 22  | 9  | 10 | 3  | 023:140 | +9    | 28     |
| 4.  | Furukawa Electric           | 22  | 10 | 6  | 6  | 026:170 | +9    | 26     |
| 5.  | Nissan Motors               | 22  | 10 | 4  | 8  | 035:240 | +11   | 24     |
| 6.  | Yanmar Diesel               | 22  | 8  | 8  | 6  | 021:220 | −1    | 24     |
| 7.  | Mazda                       | 22  | 6  | 11 | 5  | 017:170 | ±0    | 23     |
| 8.  | Fujita Industries           | 22  | 8  | 6  | 8  | 024:220 | +2    | 22     |
| 9.  | Honda Motors                | 22  | 6  | 8  | 8  | 020:240 | −4    | 20     |
| 10. | Yamaha Motors               | 22  | 3  | 11 | 8  | 011:220 | −11   | 17     |
| 11. | Matsushita Electric         | 22  | 5  | 6  | 11 | 023:380 | −15   | 16     |
| 12. | Hitachi                     | 22  | 1  | 4  | 17 | 013:430 | −30   | 06     |

### Division 2

#### Erste Halbserie

##### Osten
| Pl. | Verein             | Sp. | S  | U | N  | Tore    | Diff. | Punkte |
| --- | ------------------ | --- | -- | - | -- | ------- | ----- | ------ |
| 1.  | Toshiba            | 14  | 10 | 3 | 1  | 024:700 | +17   | 23     |
| 2.  | Sumitomo Metals    | 14  | 9  | 3 | 2  | 036:900 | +27   | 21     |
| 3.  | Kofu SC            | 14  | 6  | 3 | 5  | 015:150 | ±0    | 15     |
| 4.  | Cosmo Oil          | 14  | 5  | 4 | 5  | 017:150 | +2    | 14     |
| 5.  | All Nippon Airways | 14  | 4  | 5 | 5  | 020:180 | +2    | 13     |
| 6.  | Fujitsu            | 14  | 6  | 1 | 7  | 016:200 | −4    | 13     |
| 7.  | Toho Titanium      | 14  | 4  | 4 | 6  | 013:190 | −6    | 12     |
| 8.  | TDK                | 14  | 0  | 1 | 13 | 008:460 | −38   | 01     |

##### Westen
| Pl. | Verein                   | Sp. | S | U | N  | Tore    | Diff. | Punkte |
| --- | ------------------------ | --- | - | - | -- | ------- | ----- | ------ |
| 1.  | Tanabe Pharmaceutical    | 14  | 9 | 5 | 0  | 022:500 | +17   | 23     |
| 2.  | Toyota Motors            | 14  | 9 | 2 | 3  | 033:150 | +18   | 20     |
| 3.  | Osaka Gas                | 14  | 6 | 7 | 1  | 020:130 | +7    | 19     |
| 4.  | Seino Transportation     | 14  | 7 | 2 | 5  | 014:120 | +2    | 16     |
| 5.  | Nippon Steel             | 14  | 7 | 1 | 6  | 023:150 | +8    | 15     |
| 6.  | Kyoto Prefectural Police | 14  | 3 | 2 | 9  | 015:340 | −19   | 08     |
| 7.  | Kawasaki Steel Mizushima | 14  | 2 | 2 | 10 | 016:300 | −14   | 06     |
| 8.  | NTT Kansai               | 14  | 1 | 3 | 10 | 012:310 | −19   | 05     |

#### Zweite Halbserie

##### Meisterschafts-Play-offs
| Pl. | Verein                | Sp. | S | U | N | Tore    | Diff. | Punkte |
| --- | --------------------- | --- | - | - | - | ------- | ----- | ------ |
| 1.  | Sumitomo Metals       | 14  | 9 | 4 | 1 | 020:400 | +16   | 22     |
| 2.  | Toyota Motors         | 14  | 6 | 4 | 4 | 019:120 | +7    | 16     |
| 3.  | Tanabe Pharmaceutical | 14  | 3 | 8 | 3 | 011:900 | +2    | 14     |
| 4.  | Seino Transportation  | 14  | 4 | 6 | 4 | 009:110 | −2    | 14     |
| 5.  | Toshiba               | 14  | 4 | 5 | 5 | 012:110 | +1    | 13     |
| 6.  | Osaka Gas             | 14  | 5 | 2 | 7 | 012:200 | −8    | 12     |
| 7.  | Kofu SC               | 14  | 5 | 1 | 8 | 012:150 | −3    | 11     |
| 8.  | Cosmo Oil             | 14  | 3 | 4 | 7 | 008:210 | −13   | 10     |

##### Abstiegs-Play-offs

###### Osten
| Pl. | Verein             | Sp. | S  | U | N  | Tore    | Diff. | Punkte |
| --- | ------------------ | --- | -- | - | -- | ------- | ----- | ------ |
| 1.  | Fujitsu            | 20  | 11 | 2 | 7  | 037:260 | +11   | 24     |
| 2.  | All Nippon Airways | 20  | 7  | 6 | 7  | 033:300 | +3    | 20     |
| 3.  | Toho Titanium      | 20  | 6  | 6 | 8  | 021:290 | −8    | 18     |
| 4.  | TDK                | 20  | 0  | 1 | 19 | 013:650 | −52   | 01     |

###### Westen
| Pl. | Verein                   | Sp. | S  | U | N  | Tore    | Diff. | Punkte |
| --- | ------------------------ | --- | -- | - | -- | ------- | ----- | ------ |
| 1.  | Nippon Steel             | 20  | 11 | 1 | 8  | 037:220 | +15   | 23     |
| 2.  | Kawasaki Steel Mizushima | 20  | 5  | 3 | 12 | 029:390 | −10   | 13     |
| 3.  | NTT Kansai               | 20  | 4  | 3 | 13 | 025:400 | −15   | 11     |
| 4.  | Kyoto Prefectural Police | 20  | 4  | 3 | 13 | 020:540 | −34   | 11     |

###### Spiel um Platz 9–16
| Pl.   |                    | Ergebnis        |                          |
| ----- | ------------------ | --------------- | ------------------------ |
| 9/10  | Fujitsu            | 3:3 (2:4 i. E.) | Nippon Steel             |
| 11/12 | All Nippon Airways | 4:2             | Kawasaki Steel Mizushima |
| 13/14 | Toho Titanium      | 3:0             | NTT Kansai               |
| 15/16 | TDK                | 5:0             | Kyoto Prefectural Police |

## Preise

### Torschützenkönige
- Toshio Matsuura (17 Tore) (Nippon Kokan)

### Rookie des Jahres
- Nobuhiro Takeda (Yomiuri)

### Best XI
- Havenaar (Mazda)
- Hisashi Katō (Yomiuri)
- Hisashi Kaneko (Furukawa Electric)
- Yasutarō Matsuki (Yomiuri)
- Toshinobu Katsuya (Honda Motors)
- Yasuhiko Okudera (Furukawa Electric)
- Ramos (Yomiuri)
- Satoshi Miyauchi (Furukawa Electric)
- Takashi Mizunuma (Nissan Motors)
- Nobuhiro Takeda (Yomiuri)
- Toshio Matsuura (Nippon Kokan)